# Olivier Schmitz

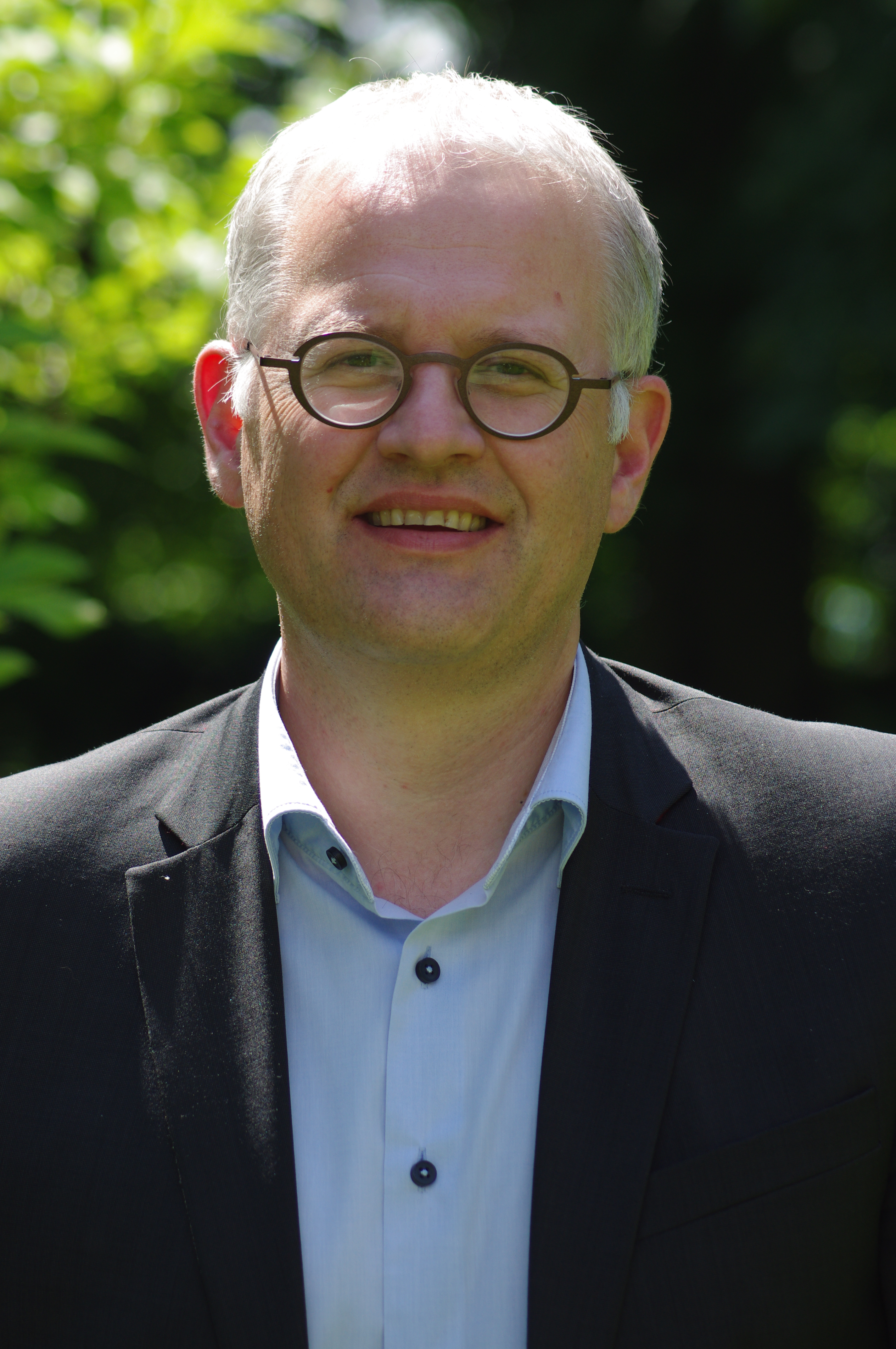
Olivier Schmitz

Olivier Schmitz (1 november 1966) is sinds 2016 gouverneur van de Belgische provincie Luxemburg namens de cdH, sinds maart 2022 Les Engagés genaamd. Beroepshalve is hij advocaat.

## Levensloop
Schmitz studeerde rechten en notariaat aan de UCL (1987-1991). Hij ingeschreven als advocaat aan de balie van Neufchâteau sinds oktober 1993 en als faillissementscurator sinds 1995. Van 1997 tot 2006 was hij plaatsvervangend vrederechter in Saint-Hubert en van 2009 tot 2015 in Bastenaken-Neufchâteau. Van 2006 tot 2014 was hij lid van de orde van advocaten van Neufchâteau, waar hij van 2010 tot 2012 stafhouder was. Van 2014 tot 2015 was hij lid van de orde van advocaten van Luxemburg. Van 2000 tot 2006 was hij gemeenteraadslid van Bastenaken namens de PSC.
Hij is stichtend vennoot van Massart & Schmitz, een advocatenkantoor gevestigd in Bastenaken.
Op 1 februari 2016 werd Schmitz provinciegouverneur van Luxemburg in navolging van Bernard Caprasse. Hij kondigde aan om zich tijdens zijn gouverneurschap te richten op veiligheid, burgerbetrokkenheid en grensbeheer.
Verder was Schmitz voorzitter van de Jeune Chambre économique van Bastenaken (1996-1998), voorzitter van de Koninklijke Kamer van Koophandel en Toerisme van Bastenaken (1998-2001) en voorzitter van de toeristische dienst van Bastenaken (1999-2001). Sinds 2006 is hij voorzitter van de raad van bestuur van ELCAB, een katholieke scholengemeenschap in Bastenaken.
Schmitz is gehuwd en vader van twee kinderen.